# Spinanapis
Spinanapis is een geslacht van spinnen uit de  familie van de Anapidae (Dwergkogelspinnen).

## Soorten
- Spinanapis darlingtoni (Forster, 1959)
- Spinanapis frere Platnick & Forster, 1989
- Spinanapis julatten Platnick & Forster, 1989
- Spinanapis ker Platnick & Forster, 1989
- Spinanapis lewis Platnick & Forster, 1989
- Spinanapis monteithi Platnick & Forster, 1989
- Spinanapis thompsoni Platnick & Forster, 1989
- Spinanapis thornton Platnick & Forster, 1989
- Spinanapis yeatesi Platnick & Forster, 1989